# Powerslave
Powerslave е петият студиен албум на британската хевиметъл група Айрън Мейдън, излязал на 3 септември 1984 г. Албумът е силно отличим с египетската тема на обложката. Песента Rime of the Ancient Mariner е вдъхновена от едноименното стихотворение на Самюъл Колридж и съдържа цитати от него. Това е най-дългото парче, което групата е записвала дотогава. Това е първият албум, издаден от същия състав, в който групата е издала и предходния. Освен това, албумът е последният до 2006 г., който съдържа инструментал. През 1995 г. е преиздаден, заедно с още четири парчета, който не са влезли в албума. Синглите от него (2 Minutes to Midnight и Aces High) са емблематични за групата.

## Бонус парчета
1. Rainbow's Gold – 4:57
2. Mission From Harry – 6:42
3. King Of Twilight – 4:53
4. Number Of The Beast (на живо)- 4:57

## Състав
- Брус Дикинсън – вокали
- Дейв Мъри – китара
- Ейдриън Смит – китара, беквокали
- Стив Харис – бас, беквокали
- Нико Макбрейн – барабани

## Място в Класациите
- Великобритания – 2
- Швеция – 5
- Чехия – 10
- Нова Зеландия – 11
- Австралия – 15
- САЩ – 21

## Продажби
- Платинен в САЩ и Канада
- Златен в Англия и Германия

## Интересно
- В долния ляв ъгъл, точно пред първия лъв стои надписът: „Индиана Джоунс беше тук 1941“.
- До него има рисунка на Мики Маус.
- Над това, зад главите на статуите има следният надпис: „Какъв боклук“.
- На входа на пирамидата на мястото на Еди стои Дерек Ригс.

## Външни Препратки
- Текстовете от албума

|  | Тази страница частично или изцяло представлява превод на страницата Powerslave в Уикипедия на английски. Оригиналният текст, както и този превод, са защитени от Лиценза „Криейтив Комънс – Признание – Споделяне на споделеното“, а за съдържание, създадено преди юни 2009 година – от Лиценза за свободна документация на ГНУ. Прегледайте историята на редакциите на оригиналната страница, както и на преводната страница, за да видите списъка на съавторите. ВАЖНО: Този шаблон се отнася единствено до авторските права върху съдържанието на статията. Добавянето му не отменя изискването да се посочват конкретни източници на твърденията, които да бъдат благонадеждни. |